# Принцип Ландауера
При́нцип Ланда́уера — припущення, що накладає обмеження на мінімальні енергетичні затрати, необхідні для виконання обчислень. Його висловив у 1961 році співробітник IBM Рольф Ландауер.
За припущенням Ландауера, при виконанні будь-якої логічно незворотної дії з інформацією, наприклад, при стиранні одного біта інформації, обчислювальна система обов'язково повинна збільшити ентропію тих ступенів вільності, які інформації не несуть, або ж передати цю ентропію термостату.
Мінімальну затрату енергії на виконання стирання одного біта інформації називають межею Ландауера і оцінюють як {\displaystyle k_{B}T{\text{ln}}2},
де {\displaystyle k_{B}} — стала Больцмана, {\displaystyle T} —
температура. Енергетичні затрати в реальних обчислювальних системах у мільйони разів більші, тому принцип Ландауера залишається гіпотетичним міркуванням. Однак, деякі спроби здійснити його перевірку проводилися.
Зазвичай принцип Ландауера трактується як фізичний закон, хоча це лише припущення. Обчислення можуть проводитися не тільки за рахунок енергії, а й за рахунок збільшення ентропії, що не пов'язане зі зміною енергії.
Принцип застосовний для незворотних процесів, однак існує напрямок досліджень в галузі оборотних обчислень.